# Château de Chavagnac (Cantal)
Pour les articles homonymes, voir Chavagnac.
Le château de Chavagnac est un château situé en France sur la commune de Chavagnac, en région Auvergne-Rhône-Alpes.

## Localisation
Le monument est situé à Chavagnac, anciennement rattaché à la commune nouvelle de Neussargues en Pinatelle. Chavagnac redeviendra une commune de plein exercice à partir du 1er janvier 2025.

## Historique
Le château possède des tours rondes qui ont été détruites partiellement puis reconstruites après la Révolution. Sa construction s’étend sur deux grandes périodes : le XVe et le XVIIe siècle.

### Protection
Le château est inscrit au titre des monuments historiques par arrêté du 7 octobre 1991.